# William Lawton Goodwin
William Lawton Goodwin (* 1856 in Baie Verte (New Brunswick); † 1941) war ein kanadischer Chemiker.
Er erwarb seinen M.Sc. an der University of Edinburgh, setzte sein Studium fort an der Universität in London, in Heidelberg bei Robert Wilhelm Bunsen und an der Mount Allison University in Sackville.
1883 wurde er Professor für Chemie an der Queen’s University (Kingston) in Ontario. Als 1893 die Akademie für Bergbau und Landwirtschaft eröffnet wurde, wurde er deren erster Direktor. 1911 wurde er Dekan der Fakultät.
Er brachte auch die Elektrizität nach Kingston, installierte dazu einen Generator in der Carruthers Hall und brachte das temperamentvolle Ding zum Laufen.

## Veröffentlichungen
- Prospectors' Handbook
- A text-book of chemistry for students of medicine; Toronto, 1887